# الملكية في إسبانيا
الملكية في إسبانيا (بالإسبانية: Monarquía Española)‏ يشار لها دستوريًا بالتاج (بالإسبانية: La Corona)‏ وعادة ما تدعى الملكية الإسبانية أو (تاريخيًا) الملكية الهسبانية، وهي مؤسسة دستورية وتاريخية وتمثل أعلى منصب في إسبانيا. يتألف النظام الملكي من الملك الحاكم، وعائلته، ومنظمة الأسرة المالكة التي تدعم وتيسر الملك في ممارسة واجباته وصلاحياته وامتيازاته الملكية.
يمثل نظام الملكية الإسبانية حاليًا الملك فيليب السادس والملكة ليتيتسيا وبناتهم ليونور، أميرة أستورياس وإنفانتا صوفيا مع أبناؤهم وأحفادهم.
تشير استطلاعات الرأي الروتينية إلى أن النظام الملكي لا يزال يتمتع بشعبية واسعة بين المواطنين الإسبان حيث يؤيده ما يصل إلى 75% منهم فوق أي مؤسسة عامة أخرى في البلاد.
عام 2010، كانت ميزانية الملكية الإسبانية 7.4 مليون يورو وهي أدنى النفقات العامة بين المؤسسات الملكية في أوروبا.
أعاد الدستور الإسباني لعام 1978 تأسيس  ملكية دستورية كشكل للحكومة لإسبانيا بعد نهاية نظام فرانكو واستعادة الديمقراطية من قبل أدولفو سواريز في عام 1975. أكد دستور عام 1978 على دور ملك إسبانيا باعتباره التجسيد الحي للدولة الإسبانية وتجسيدًا لها ورمزًا لوحدة إسبانيا الدائمة وديمومتها، كما تم تعيينه «كمحكم ومدير» لمؤسسات الدولة الإسبانية  دستوريًا، الملك هو رأس الدولة والقائد العام للقوات المسلحة الإسبانية. يقنن الدستور استخدام الأساليب الملكية والألقاب الملكية، والامتيازات الملكية، والخلافة الوراثية للتاج، والتعويض، ووصاية الوصاية الطارئة في حالات الأقلية الملكية أو عجزه. وفقًا للدستور، يلعب الملك دورًا فعالًا أيضًا في تعزيز العلاقات مع «دول مجتمعه التاريخي». يشغل ملك إسبانيا منصب رئيس منظمة الدول الأيبيرية الأمريكية، التي يُزعم أنها تمثل أكثر من 700.000.000 شخص في أربع وعشرين دولة عضو في جميع أنحاء العالم. في عام 2008، اعتبر الملك خوان كارلوس الأول القائد الأكثر شعبية في كل أمريكا الأيبيرية.
تعود جذور الملكية الإسبانية إلى مملكة القوط الغربيين في توليدو التي تأسست بعد سقوط الإمبراطورية الرومانية الغربية. ثم قاتلت مملكة أستورياس الاسترداد بعد الغزو الأموي لهسبانيا في القرن الثامن. زواج سلالة بين إيزابيلا الأولى ملكة قشتالة وفرديناند الثاني ملك أراغون («الملوك الكاثوليك») وحد إسبانيا في القرن الخامس عشر. آخر مدعي لتاج الإمبراطورية البيزنطية الرومانية، أندرياس باليولوجوس، في وصيته الأخيرة  بتاريخ 7 أبريل 1502، منح لقبه الإمبراطوري لفرديناند الثاني ملك أراغون وإيزابيلا الأولى ملك قشتالة.
أصبحت الإمبراطورية الإسبانية واحدة من أبرز القوى الدولية مع تمويل إيزابيلا وفيرديناند رحلة كريستوفر كولومبوس الاستكشافية عبر المحيط الأطلسي. مهّد الطريق المائي الذي أسسه للغزو الإسباني للجزء الأكبر من الأمريكيتين.
في عام 2018، كانت ميزانية الملَكية الإسبانية 7,9 مليون يورو، ما كان أحد أقل الإنفاقات العامة لمؤسسة ملكية في أوروبا.

## التاريخ

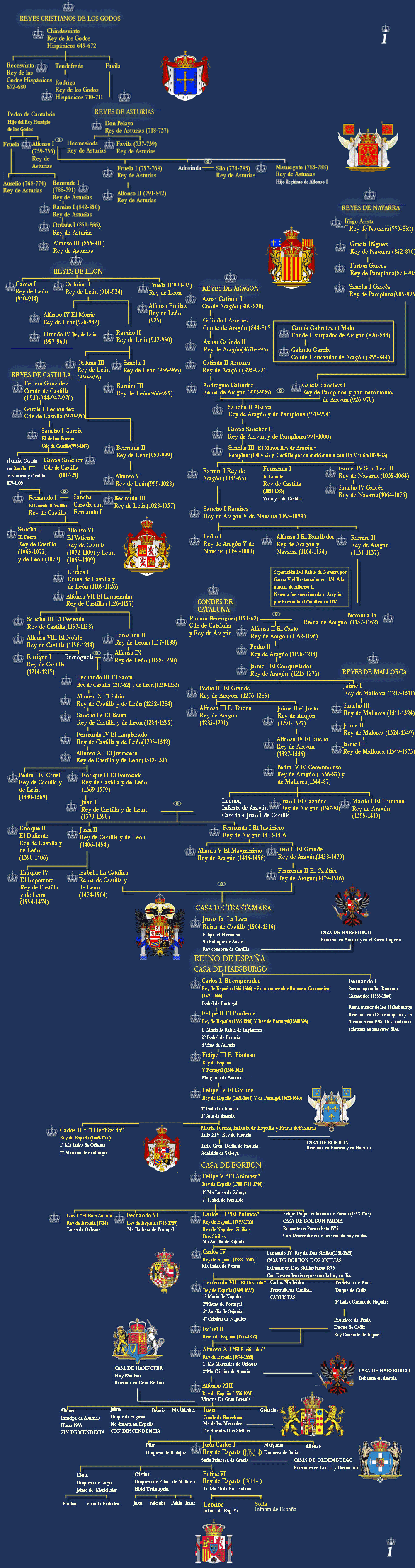
خط سلالة من ملوك القوط الغربيين الأوائل إلى فيليب السادس.

تعود جذور الملكية في إسبانيا إلى مملكة القوط الغربيين ودول نافارا وأستورياس (لاحقًا ليون وقشتالة) وأراغون المسيحية التي خلفتها والتي خاضت حروب استرداد شبه الجزيرة الإيبيرية بعد الفتح الإسلامي للأندلس في القرن الثامن. كانت سلالة خيمينيز من أوائل السلالات ذات النفوذ التي وحّدت معظم إيبيريا الجنوبية تحت قيادتها في القرن الحادي عشر. نال أعضاء من أسرة خيمينيز منذ سانشو الثالث ملك نافارا (حكم بين عامي 1000-1035) حتى أوراكا ملكة قشتالة (حكمت بين عامي 1106-1125) اللقب القوطي الغربي التاريخي إمبراطور كامل إسبانيا. سعى حكام خيمينيز إلى إدخال ممالكهم في الاتجاه الأوروبي السائد، وكثيرًا ما انخرطوا في تحالفات وزيجات عابرة لجبال البرانس، وأصبحوا رعاة للإصلاحات الكلونية (950-1130 تقريبًا). كان ألفونسو السابع ملك قشتالة، الفرع الإسباني الأول لعائلة بورغوندي، ابن ووريث أوراكا آخر من طالبوا باللقب الإمبراطوري لإسبانيا، إلا أنه قسّم إمبراطوريته بين أبنائه. انتهت الحرب الأهلية القشتالية (1366-1369) مع وفاة بيدرو ملك قشتالة (حكم بين عامي 1334-1369) على يدي أخيه غير الشقيق غير الشرعي هنري الكونت الأول لتراستامارا الذي حكم ملقبًا بهنري الثاني (حكم بين عامي (1369-1379). بات هنري الثاني أول عضو من أسرة تراستامارا يحكم المملكة الإسبانية. تزوجت وريثة الملك بيدرو، حفيدته كاثرين لانكاستر، هنري الثالث معيدةً توحيد السلالات في شخص ابنهما، الملك جون الثاني.

### الاتحاد الزوجي للملوك الكاثوليك
في القرن الخامس عشر، وحّد الزواج بين إيزابيلا الأولى ملكة قشتالة وفيرديناند الثاني ملك أراغون، وكان كل منهما عضوًا في أسرة تراستامارا وعُرفا بالملكين الكاثوليكيين، مملكتين هامتين في شبه الجزيرة الإيبيرية. احتفظت كل مملكة ببنيتها الأساسية. في عام 1492، غزا الملكان الكاثوليكان مملكة غرناطة في جنوب إسبانيا، الإقليم الإسلامي الأخير في شبه الجزيرة الإيبيرية. كان هذا التاريخ نقطة انطلاق توحيد إسبانيا، على الرغم من استمرار الممالك الإسبانية بعد هذا التاريخ. كانت أراضي الإمبراطورية الإسبانية في الخارج تبعيات لتاج قشتالة وامتلكت قشتالة نفوذًا كبيرًا هناك. بعد الاستكشافات والمستوطنات الإسبانية في منطقة البحر الكاريبي والغزو الإسباني للمكسيك والغزو الإسباني للبيرو، أنشأ التاج محاكم عليا (مقاضي) في أقاليم ومناطق هامة (المكسيك 1535 البيرو 1542) مع كون نائب الملك والمقاضي الإدارات الفعالة للسياسة الملكية.

### ملكية هابسبورغ
في أوائل القرن السادس عشر، انتقلت الملكية الإسبانية إلى أسرة هابسبورغ في ظل الملك كارلوس الأول (وأيضًا إمبراطور روماني مقدس مع لقب كارلوس الخامس)، ابن خوانا ملكة قشتالة. شهد عهد فيليب الثاني ملك إسبانيا ذروة العصر الإسباني الذهبي (1492-1659)، فترة تجارة وتوسع استعماري عظيمين. في عام 1700، كان كارلوس الثاني آخر أعضاء أسرة هابسبورغ وأطلقت وفاته حرب الخلافة الإسبانية.

### ملَكية بوربون
بموت كارلوس الثاني الذي لم يخلّف أطفالًا، باتت خلافة العرش محل نزاع. عيّن كارلوس الثاني حفيد شقيقته ماريا تيريزا، فيليب الفرنسي دوق آنجو، وريثًا له. أطلق التوحيد المحتمل لإسبانيا مع فرنسا، القوتين الأوروبيتين الكبيرتين في ذلك الوقت، حرب الخلافة الإسبانية في القرن الثامن عشر، وبلغت ذروتها في معاهدتي أوتريخت (1713) وراستات (1714) اللتان حافظتا على توازن القوى الأوروبي.
في أواسط القرن الثامن عشر، تحديدًا في ظل حكم كارلوس الثالث ملك إسبانيا، شرع التاج الإسباني في مشروع طموح وبعيد المدى لتنفيذ إصلاحات رئيسية في إدارة إسبانيا والإمبراطورية الإسبانية. حاولت هذه التغييرات، المعروفة مجتمعةً باسم إصلاحات بوربون، ترشيد الإدارة وإنتاج المزيد من الإيرادات من إمبراطورية ما وراء البحار.
كان فيليب الخامس أول عضو من أسرة بوربون يحكم إسبانيا. وما تزال هذه السلالة تحكم حتى اليوم في ظل فيليب السادس.
خلال الحروب النابليونية، أرغم الإمبراطور الفرنسي نابليون بونابارت ملك إسبانيا فيرناندو السابع على التنازل عن العرش في عام 1808، وبات البوربونيون محط تركيز المقاومة الشعبية ضد الحكم الفرنسي. ومع ذلك، أدى رفض فيرديناند للدستور الإسباني الليبرالي لعام 1812، وأيضًا تعييناته الوزارية وعلى وجه التحديد استبعاد الليبراليين، إلى تآكل الدعم الشعبي للملكية الإسبانية. مع العقوبة البراغماتية لعام 1830، ألغى فيرديناند القانون السالي، الذي قدّمه فيليب الخامس، والذي منع النساء من أن يصبحن ملكات على إسبانيا. وبالتالي، فكما كان معتادًا قبل وصول البوربونيين، أصبحت الابنة الكبرى لفيرديناند السابع إيزابيلا وريثةً افتراضية له. جادل معارضو العقوبة البراغماتية بأنها لم تصدر رسميًا قط، وادّعوا أن شقيق فيرديناند السابع الأصغر، الأمير كارلوس، هو الوريث الشرعي للتاج وفقًا للقانون السالي.

### الجمهورية الإسبانية الأولى
تأسست الجمهورية الإسبانية الأولى في سبتمبر من عام 1873. أعاد انقلاب عسكري سلالة بوربون إلى العرش في عام 1874.

### الجمهورية الإسبانية الثانية ونظام فرانسيسكو فرانكو
في عام 1931، أنتجت الانتخابات المحلية والبلدية انتصارات (خاصة في المناطق الحضرية) للمرشحين الذين فضلوا إنهاء الملكية وإنشاء جمهورية. في مواجهة الاضطرابات في المدن، ذهب ألفونسو الثالث عشر إلى المنفى، لكنه لم يتنازل عن العرش. تطورت الحكومة المؤقتة التي تلت ذلك إلى الجمهورية الإسبانية الثانية قصيرة العمر نسبيًا. بدأت الحرب الأهلية الإسبانية في عام 1936 وانتهت في 1 أبريل 1939 بانتصار الجنرال فرانسيسكو فرانكو وائتلافه من المنظمات المتحالفة التي يشار إليها عادة باسم القوميين. ساعدت إيطاليا الفاشية وألمانيا النازية فرانكو في الحرب الأهلية الإسبانية. طار عميل بريطاني من طراز إم آي 6 فرانكو من جزر الكناري إلى شمال إفريقيا الإسبانية لتولي الجيش الإسباني. دعم الاتحاد السوفيتي الحكومة الجمهورية كما فعلت المكسيك تحت حكومة لازارو كارديناس.
بعد ستة عشر عامًا من عدم وجود ملكية أو مملكة، في عام 1947، أصبحت إسبانيا مملكة مرة أخرى من قبل الجنرال فرانكو، الذي ادعى أنه يحكم إسبانيا كرئيس للدولة لمملكة إسبانيا من خلال قانون الخلافة. ومع ذلك، بدون وجود ملك على العرش، حكم من خلال ائتلاف من المنظمات المتحالفة من الحرب الأهلية الإسبانية بما في ذلك، على سبيل المثال لا الحصر، حزب فالانج السياسي، وأنصار عائلة بوربون الملكية، وكارليست، حتى وفاته 1975.

### إعادة النظام الملكي
على الرغم من تحالف فرانكو مع كارليستس، عين فرانكو خوان كارلوس الأول دي بوربون خلفًا له، والذي يُنسب إليه الفضل في رئاسة انتقال إسبانيا من الديكتاتورية إلى الديمقراطية من خلال التأييد الكامل للإصلاحات السياسية.
نفد صبر الملك الجديد، المعروف بشخصيته الهائلة، كارلوس أرياس نافارو وعين المصلح أدولفو سواريز رئيسًا للحكومة في عام 1977.
في العام التالي، وقع الملك على الدستور الديمقراطي الليبرالي الجديد لإسبانيا، والذي وافق عليه 88٪ من الناخبين. قطع «ذكاء خوان كارلوس السريع والثابت» محاولة الانقلاب العسكري في عام 1981 عندما استخدم الملك مركز اتصالات القيادة المصمم خصيصًا في قصر زارزويلا للتنديد بالانقلاب وأمر القادة العسكريين الأحد عشر بالتنحي.
بعد أحداث عام 1981، عاش خوان كارلوس حياة أقل حافلًا بالأحداث، وفقًا للمؤلف جون هوبر. لم يترأس خوان كارلوس احتفالات مثل افتتاح المستشفيات والجسور في كثير من الأحيان مثل الملوك في الدول الأخرى. بدلاً من ذلك، عمل على تأسيس عادات سياسية موثوقة عند نقل إدارة حكومية إلى أخرى، والتأكيد على القانون الدستوري والبروتوكول، وتمثيل الدولة الإسبانية محليًا ودوليًا، وكل ذلك بهدف الحفاظ على نظام ملكي مهني غير حزبي ولكنه مستقل.

## التاج والدستور والامتيازات الملكية
تاج إسبانيا (بالإسبانية: la Corona de España)، بجذوره في مملكة القوط الغربيين من القرن الخامس والدول اللاحقة، معترف به في العنوان الثاني، بالمواد من 56 إلى 65 من الدستور الإسباني لعام 1978 . من الناحية الدستورية، يجسد الملك ويجسد الوحدة والدوام «غير القابلة للانفصال» للدولة الإسبانية، ويمثل الشخصية القانونية للدولة، وبالتالي يؤدي دور «أب الأمة». كشخصية موحدة للأمة، عمل الملك خوان كارلوس في عام 2010 من أجل «سد الفجوة» بين الأحزاب السياسية المستقطبة في إسبانيا لتطوير إستراتيجية موحدة استجابة للأزمة الاقتصادية المستمرة في البلاد في أواخر العقد الأول من القرن الحادي والعشرين.
الاستفتاء، تنبع سلطة السيادة من الشعب، لذلك فإن نفس الأشخاص هم الذين يمنحون الملك سلطة الحكم:
يقوم الملك «بالتحكيم والاشعتدال في الأداء المنتظم للمؤسسات» ويفترض أعلى تمثيل للدولة الإسبانية في العلاقات الدولية. يمارس الملك الوظائف الموكلة إليه صراحةً بموجب الدستور والقوانين.
عند توليه العرش وإعلانه أمام البرلمان، يقسم الملك اليمين على أداء واجباته الدستورية بأمانة والالتزام بدستور الدولة وقوانينها. بالإضافة إلى ذلك، يعطي الدستور الملك مسؤولية إضافية لضمان الامتثال للدستور. أخيرًا، يقسم الملك أن يحترم حقوق المواطنين الإسبان ومجتمعات الحكم الذاتي. أمير أستورياس، عند بلوغه سن الرشد، بالإضافة إلى أي وصي (أوصياء) عند تولي المنصب، يقسم نفس القسم الذي يقسمه الملك مع قسم الولاء للملك.
1. ولي العهد عند بلوغه سن الرشد ، وولي العهد أو الوصي عند توليه منصبه ، يؤديان نفس القسم كما يقسم الولاء للملك.» – العنوان الثاني "التاج" ، المادة 61 ، الدستور الإسباني لعام 1978.

نص القسم على النحو التالي:
يحدد دستور 1978، الباب الثاني، التاج، المادة 62، صلاحيات الملك، بينما يحدد الباب الرابع الحكومة والإدارة، المادة 99، دور الملك في تعيين رئيس الوزراء وتشكيل مجلس الوزراء / الحكومة . العنوان السادس السلطة القضائية، المادة 117، المواد من 122 إلى 124، تحدد دور الملك في القضاء المستقل في البلاد. ومع ذلك، بموجب الاتفاقية الدستورية التي وضعها خوان كارلوس الأول، يمارس الملك صلاحياته بعد التماس المشورة الحكومية مع الحفاظ على نظام ملكي مستقل وغير حزبي سياسيًا. إن تلقي المشورة الحكومية لا يلزم الملك بالضرورة بتنفيذ المشورة، باستثناء ما ينص عليه الدستور. يجب دائمًا التوقيع على أفعاله بالطريقة المنصوص عليها في القسم 64. بدون هذا التوقيع، لن تكون صالحة، باستثناء ما هو منصوص عليه في القسم 65 (2).
- إقرار وإصدار القوانين.
- استدعاء وحل البرلمان والدعوة إلى انتخابات وفق الشروط المنصوص عليها في الدستور.
- الدعوة للاستفتاء في الحالات المنصوص عليها في الدستور.
- اقتراح مرشح لمنصب رئيس الحكومة ، وتعيينه ، حسب مقتضى الحال، أو عزله من منصبه ، على النحو المنصوص عليه في الدستور.
-  لتعيين وإقالة أعضاء الحكومة بناءً على اقتراح رئيس الحكومة.
- إصدار المراسيم التي تمت الموافقة عليها في مجلس الوزراء ، لمنح المناصب المدنية والعسكرية والتكريم والامتيازات وفقًا للقانون.
- أن يكون على علم بشؤون الدولة ، ولهذا الغرض ، يترأس اجتماعات مجلس الوزراء كلما رأى ذلك مناسبًا ، بناءً على طلب رئيس الحكومة.
- لممارسة القيادة العليا لـ القوات المسلحة.
- ممارسة حق الرأفة وفق القانون الذي لا يجيز العفو العام.

### الأنماط والألقاب وشرف الشرف

معيار الملكي

يؤكد دستور 1978 أن لقب الملك هو ملك إسبانيا، لكنه قد يستخدم أيضًا ألقابًا أخرى مرتبطة تاريخيًا بالتاج.
وفقًا للمرسوم الملكي 1368/1987، الذي ينظم ألقاب العائلة المالكة والأوصياء، ومعاملاتهم، وأوسمهم، فإن الملك وزوجته، قرينة الملكة، ستتم مخاطبتهم رسميًا باسم «صاحب الجلالة وصاحبة الجلالة» (لقبين أصحاب الجلالة تمثل له أو لها) بدلاً من «الجلالة الكاثوليكية» التقليدية (بالإسبانية: Su Católica Majestad). الأمير القرين، زوج الملكة الحاكمة، سيكون له أسلوب «صاحب السمو الملكي» (بالإسبانية: Su Alteza Real). يجب على أرامل وأرامل الملوك الاحتفاظ بهذه الأنماط حتى يتزوجوا مرة أخرى. يحمل الوريث منذ الولادة لقب أمير أستورياس والألقاب الأخرى المرتبطة تاريخياً بالوريث الظاهر. وتشمل هذه الألقاب الإضافية أمير فيانا، المرتبط تاريخيًا بالوريث الظاهر لمملكة نافارا؛ مع ألقاب أمير جيرونا ودوق مون بلان المرتبطة تاريخياً بالوريث الظاهر لتاج أراغون، من بين آخرين. الأطفال الآخرون للملك، وأبناء الوريث الظاهر، يحملون لقب إنفانتي أو إنفانتا (أمير أو أميرة)، ويحملون لقب صاحب السمو الملكي. أطفال إنفانتي أو إنفانتا من إسبانيا «يجب أن يأخذوا في الاعتبار من عظمة إسبانيا»، وعنوان «صاحب السعادة». يحد المرسوم الملكي كذلك من قدرة أي وصي على استخدام أو إنشاء ألقاب أثناء الأقلية أو عجز الملك. لا توجد لغة دستورية أخرى تنص على ألقاب أو أشكال مخاطبة للجيل الرابع، أو أحفاد أحفاد العاهل الحاكم.
بعد تنازله عن العرش في عام 2014، احتفظ خوان كارلوس الأول وزوجته صوفيا بلقبين مجاملة لملك وملكة إسبانيا.
تم تقنين منصب الملك باعتباره وسام شرف داخل إسبانيا في المادة 62 (و)؛ ومن واجب الملك «منح المناصب المدنية والعسكرية ومنح درجات الشرف والامتيازات بما يتوافق مع القانون». وفقًا لوزارة العدل الإسبانية، يتم إنشاء ألقاب النبلاء والعظمة من خلال «نعمة الملك السيادية»، ويمكن نقلها إلى ورثة المستلم، الذين لا يجوز لهم بيع اللقب. قد تعود الألقاب إلى التاج عند ملاحظة الشواغر. قد يتبع تعاقب العناوين إحدى الدورات العديدة المدرجة في عنوان الامتياز عند إنشاء العنوان. كقاعدة عامة، فإن معظم الألقاب موروثة الآن من قبل النشأة المعرفية المطلقة (اعتبارًا من عام 2006)، حيث يرث المولود الأول جميع الألقاب بغض النظر عن الجنس. ومع ذلك، يجوز لحامل اللقب تعيين خليفته، الخلافة بالتنازل، أو توزيع ألقابه بين أبنائه - مع حصول أكبرهم على اللقب الأعلى مرتبة، الخلافة عن طريق التوزيع.

وسام تشارلز الثالث.

خلال فترة حكمه بين عامي 1975 و 2014، منح الملك خوان كارلوس النبلاء لاثنين من رؤساء وزرائه السابقين الذين تقاعدوا من السياسة النشطة: أدولفو سواريز، الذي أنشأ دوق سواريز الأول، وليوبولدو كالبو صوطيلو الذي تم إنشاؤه 1 مركيز لا ريا دي ريباديو. يظل جميع السياسيين المتعاقبين نشطين في السياسة.
لا يمنح الملك الأوامر العسكرية والمدنية فحسب، بل يمنح أيضًا أوسمة امتياز بناءً على نصيحة الحكومة عادةً. الأمر الأكثر تميزًا الذي قد يمنحه الملك هو وسام تشارلز الثالث «للمواطنين الذين، بجهدهم ومبادراتهم وعملهم، قدّموا خدمة مميزة وغير عادية للأمة». صليب القديس فرديناند الحائز على جائزة هو أعلى جائزة عسكرية في إسبانيا للشجاعة. تشمل الجوائز والأوسمة التاريخية الأخرى وسام الصوف الذهبي الإسباني، ووسام إيزابيلا الكاثوليكي، ووسام ألفونسو العاشر، ووسام القديس هيرمينغيلد الملكي والعسكري، ووسام القديس رايموندو دي بينافورت، ووسام الاستحقاق العسكري، وسام الاستحقاق البحري، ووسام الاستحقاق الجوي، ووسام الاستحقاق المدني، ووسام الاستحقاق الثقافي، ووسام كالاترافا، ووسام فرسان سانتياغو، ووسام سانت جوردي دالفاما، ووسام الكانتارا، من بين أمور أخرى.

### الحرمة وروح الجلالة
يتمتع العاهل الأسباني شخصيًا بالحصانة من الملاحقة القضائية على الأفعال التي يرتكبها وزراء الحكومة باسم الملك. على الرغم من أنه الرئيس التنفيذي اسميًا، إلا أن أفعاله غير صالحة ما لم يوقعه وزير، والذي يتولى بعد ذلك المسؤولية السياسية عن الفعل المعني. تعكس هذه الاتفاقية القانونية مفهوم الحصانة السيادية الذي نشأ في الملكيات الدستورية المماثلة. تطور المفهوم القانوني للحصانة السيادية إلى جوانب أخرى من قانون الحصانة في الديمقراطيات الليبرالية المماثلة، مثل الحصانة البرلمانية والحصانة القضائية والحصانة المشروطة في الولايات المتحدة. نظرًا لأن العاهل الحاكم ملك إسبانيا يتمتع بحصانة سيادية مطلقة، فلا يمكن توجيه الاتهام إليه في أي محكمة قانونية في الدولة الإسبانية. تنطبق هذه الحصانة على القضايا المدنية والجنائية. الحصانة السيادية محجوزة حصريًا للشاغل الحالي لمكتب الملك. لا ينطبق على أي فرد آخر من العائلة المالكة. عندما تنازل خوان كارلوس الأول عن العرش لخليفته فيليبي السادس، فقد تلقائيًا حصانته السيادية الدستورية ويمكن توجيه الاتهام إليه في محكمة قانونية. ومع ذلك، أقر البرلمان تشريعًا خاصًا قبل تنازله عن العرش ينص على أنه لا يجوز محاكمته إلا أمام المحكمة العليا الإسبانية دون غيرها.
مفهوم خيانة التاج موجود في الفقه الإسباني، وهو جريمة أو جنحة انتهاك كرامة الرأس من الدولة أو الدولة نفسها. وفقًا للمادة 56 من دستور عام 1978، فإن العاهل وكرامة الدولة الإسبانية واحد: «الملك هو رأس الدولة، رمز وحدتها ودوامها». قد يؤدي انتهاك قوانين إهانة الذات الملكية في إسبانيا إلى دفع غرامات وقد تصل إلى السجن لمدة عامين. يقع هذا المفهوم في نفس المجال القانوني مثل التشريعات التي تحظر تدنيس العلم في البلدان الديمقراطية الأخرى. بالإضافة إلى ذلك، يمتد قانون العفة الملكية ليشمل أي رئيس دولة أجنبية يزور إسبانيا، وأعضاء آخرين من العائلة المالكة، وإلى رئيس الحكومة الإسبانية بصفته الضابط المعين من قبل الملك.
و الاسبانية مجلة ساخرة شركة جيفيس تم تغريم لانتهاك القوانين وخيانة التاج الاسباني بعد نشر قضية مع صورة كاريكاتورية لل أمير وأميرة أستورياس الانخراط في الجماع على غلاف في عام 2007. في عام 2008، أحرق 400 من الانفصاليين في كاتالونيا صور الملك والملكة في مدريد،  وفي عام 2009 تم تغريم اثنين من الانفصاليين الجاليكيين لحرق دمى للملك.

### الخلافة والوصاية

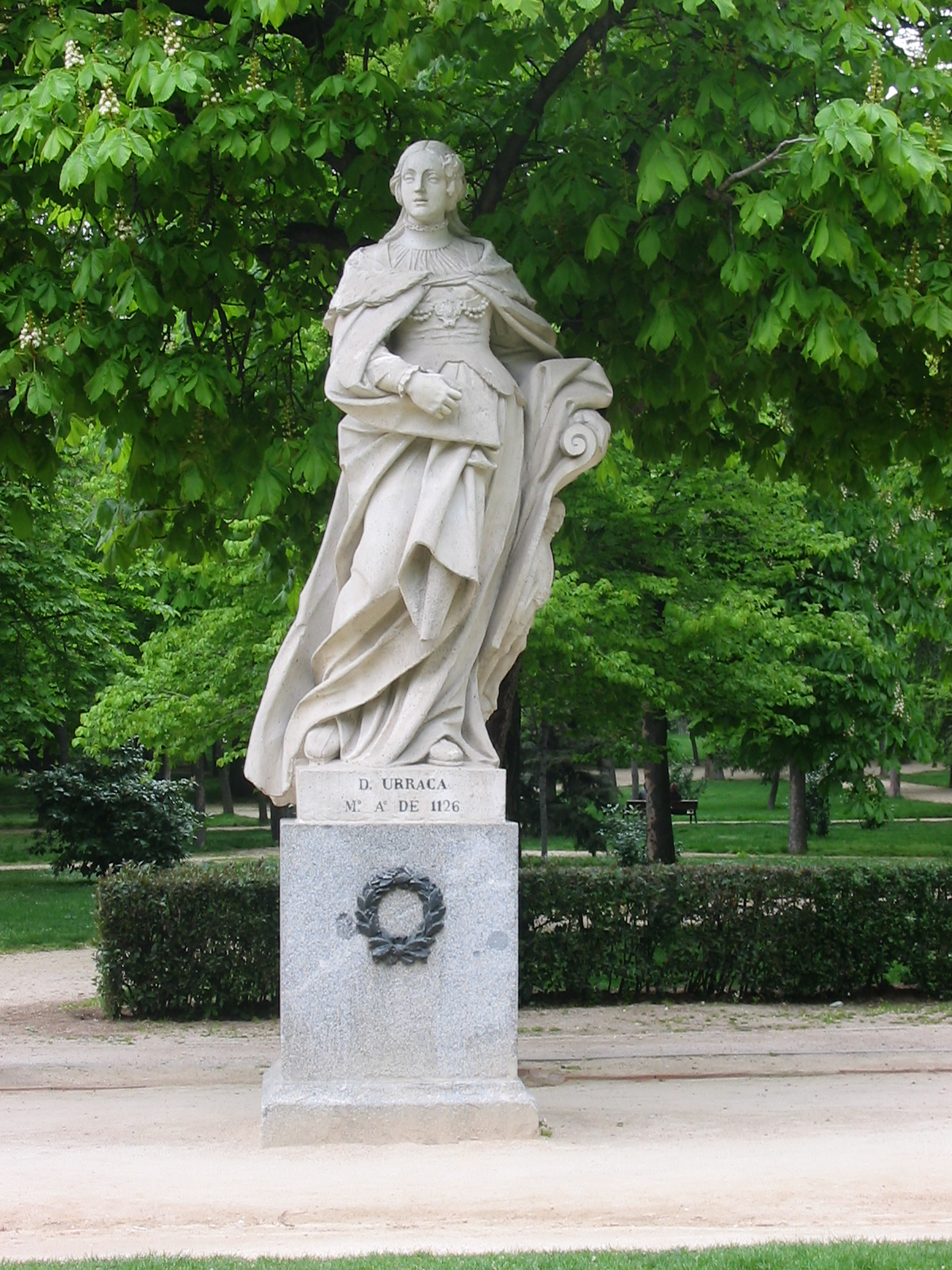
تمثال للملكة أوراكا في حديقة باركي ديل بوين ريتيرو في مدريد. نجحت أوراكا كملكة عام 1108.

وفقًا للمادة 57، فإن تاج إسبانيا ورثه خلفاء الملك خوان كارلوس الأول دي بوربون من خلال تفضيل الذكور البكورة . المادة 57 مهمة أيضًا لأنها تغفل تمامًا تعيين خوان كارلوس خلفًا لفرانكو في عهد الفرانكونية. أثناء صياغة الدستور الجديد، أصر المحامي وعضو الكونجرس الليبرالي خواكين ساتروستيغي (1909-1992) على إدراج عبارة «الوريث الشرعي للسلالة التاريخية» في النص للتأكيد على أن الملكية كانت مؤسسة تاريخية سبقت الدستور أو ما قبله. النظام الحاكم. بالإضافة إلى ذلك، كان ساتروستيغي «حريصًا على إزالة» المفاهيم القائلة بأن الملكية الدستورية لها أي أصول فرانكو، وفقًا للمؤلف تشارلز باول.
يُمارس التناسل المعرفي الذكوري في إسبانيا منذ القرن الحادي عشر في مختلف الدول التي خلفت القوط الغربيين وتم تدوينه في Siete Partidas، حيث يمكن للمرأة أن ترث في ظروف معينة. ومع ذلك، مع خلافة فيليب الخامس في عام 1700، أول عائلة بوربون الإسبانية، مُنعت النساء من الخلافة حتى أعاد فرديناند السابع تقديم الحق وعين ابنته الكبرى إيزابيلا وريثة مفترضة له بحلول عام 1833.
احتل النقاش حول تعديل قانون خلافة التاج مكان الصدارة في 31 أكتوبر 2005، عندما ولد إنفانتا ليونور لملك وملكة إسبانيا الحاليين. تعديل القانون إلى البكورة المطلقة سيسمح للمولود الأول أن يرث العرش، سواء كان الوريث ذكراً أو أنثى. أعلنت إدارة ثاباتيرو في ذلك الوقت عزمها على تعديل قانون الخلافة ؛ لكن مع ولادة الابنة الثانية للملك تم تأجيل القضية. تمهيدًا لذلك، أصدر الملك خوان كارلوس في عام 2006 مرسومًا يقضي بإصلاح وراثة الألقاب النبيلة من تفضيل الذكور إلى البكورة المطلقة. نظرًا لأن ترتيب خلافة العرش مقنن في الدستور، فإن إصلاحه يتطلب عملية معقدة تتضمن حل البرلمان، وإجراء انتخابات دستورية، واستفتاء.
إذا انقرضت جميع السطور التي حددها القانون، يحتفظ الدستور بحق البرلمان في نصوص الخلافة «بالطريقة الأنسب لإسبانيا». يحرم دستور 1978 أعضاء العائلة المالكة (وكذلك أحفادهم) من الخلافة إذا تزوجوا ضد الحظر الصريح للملك والكورتيز جنرال. أخيرًا، تنص المادة 57 أيضًا على أن «التنازل عن العرش والتنازل وأي شك في الواقع أو في القانون قد ينشأ فيما يتعلق بخلافة العرش يتم تسويته بموجب قانون أساسي».
دستوريًا، الورثة الحاليون لفيليبي السادس هم:  
1. أميرة أستورياس، الابنة الكبرى للملك.
2. انفانتا صوفيا، الابنة الصغرى للملك.
3. إنفانتا إلينا، دوقة لوغو، الابنة الكبرى للملك خوان كارلوس الأول.
4. فيليبي خوان فرويلان دي ماريشالار إي دي بوربون، نجل إنفانتا إلينا.
5. فيكتوريا فيديريكا دي ماريشالار إي دي بوربون، ابنة إنفانتا إلينا.
6. إنفانتا كريستينا، الابنة الصغرى للملك خوان كارلوس الأول.
7. خوان أوردانغارين وكريستينا دي بوربون، الابن البكر لإنفانتا كريستينا.
8. بابلو أوردانغارين وكريستينا دي بوربون، الابن الأوسط لإنفانتا كريستينا.
9. ميغيل أوردانغارين إي دي بوربون، الابن الأصغر لإنفانتا كريستينا.
10. إيرين أوردانغارين إي دي بوربون، ابنة إنفانتا كريستينا.

الوصاية على الملكية والوصاية على شخص الملك في حالة الأقليات أو العجز. قد لا يكون منصب الوصي (نواب) ووصاية الملك (سواء كان الملك في أقلية أو عاجزًا) هو الشخص نفسه بالضرورة. في حالة وجود أقلية من الملك، فإن الأم أو الأب الباقين على قيد الحياة، أو أقدم قريب في السن القانوني والأقرب من العرش، سيتولى على الفور منصب الوصي، الذي يجب أن يكون إسبانيًا على أي حال. إذا أصبح الملك عاجزًا، وتم التعرف على هذا العجز من قبل الكورتيس العام، عندئذٍ يصبح أمير أستورياس (الوريث الظاهر) وصيًا على العرش، إذا كان بالغًا. إذا كان أمير أستورياس هو نفسه قاصرًا، فعندئذٍ يعين البرلمان وصيًا يمكن أن يتألف من شخص واحد أو ثلاثة أو خمسة أشخاص. يخضع الشخص الذي ينتمي إلى أقليته للملك لوصاية الشخص المحدد في إرادة الملك المتوفى، بشرط أن يكون بالسن ويحمل الجنسية الإسبانية. إذا لم يتم تعيين وصي في الوصية، يتولى الأب أو الأم الوصاية، طالما بقيت أرامل. وبخلاف ذلك، يعين البرلمان كلاً من الوصي (الأوصياء) والوصي، الذين لا يجوز في هذه الحالة أن يشغلهم نفس الشخص، باستثناء الأب أو الأم التي تربطهما علاقة مباشرة بالملك.

### الملك والحكومة والكورتيس جنرالات

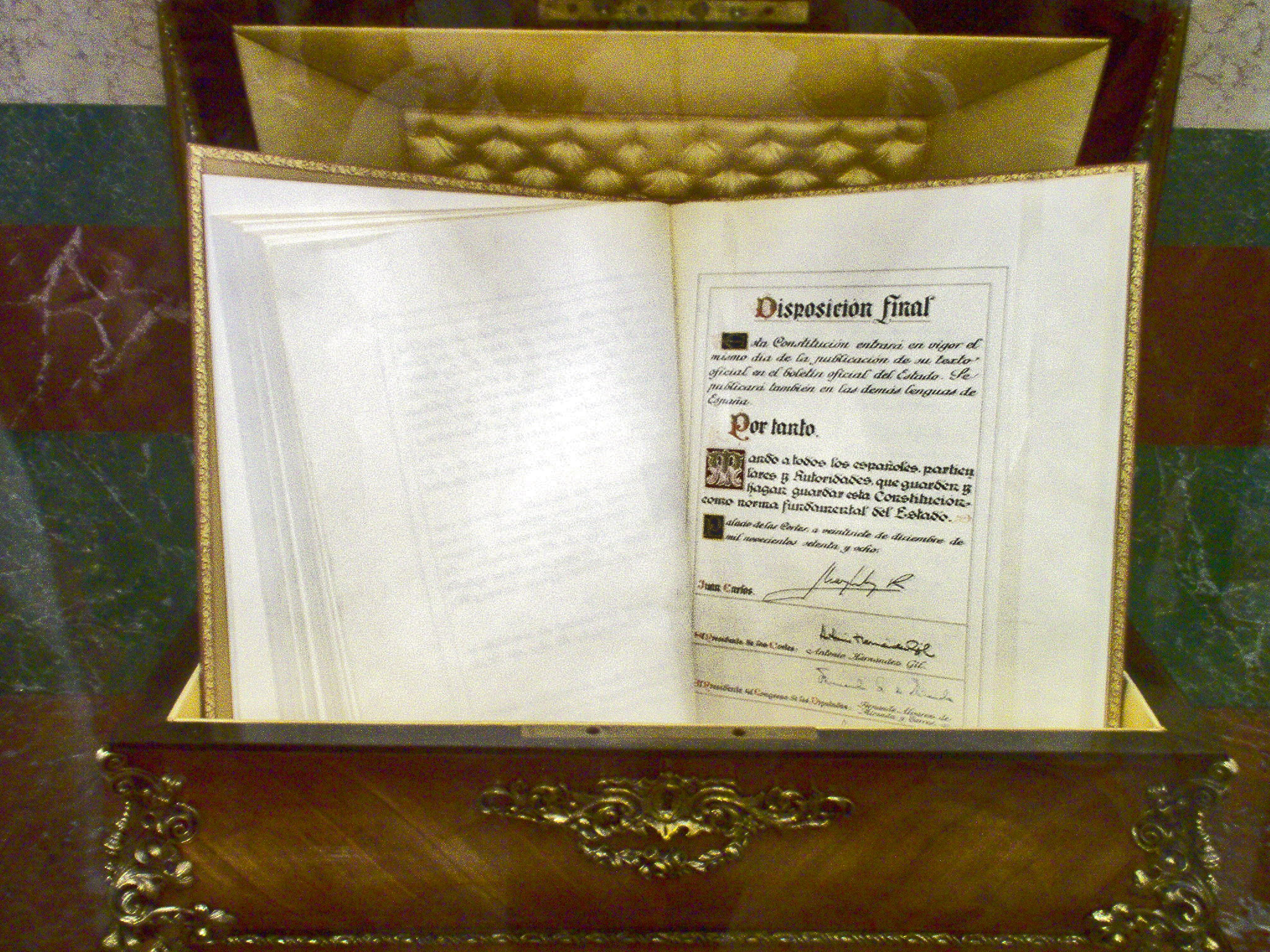
نسخة من الدستور الإسباني، موقعة من الملك خوان كارلوس، محفوظة في قصر كورتيس.

يحدد الدستور مسؤوليات الحكومة. تتكون الحكومة من رئيس الحكومة ووزراء الدولة. تدير الحكومة السياسة الداخلية والخارجية، والإدارة المدنية والعسكرية، والدفاع عن الأمة، كل ذلك باسم الملك. بالإضافة إلى ذلك، تمارس الحكومة السلطة التنفيذية واللوائح القانونية. أكثر الصلاحيات المباشرة التي يمارسها الملك في تشكيل الحكومات الإسبانية هي عملية ترشيح وتعيين رئيس الحكومة (بالإسبانية: Presidente del Gobierno de España). بعد الانتخابات العامة للكورتيس (كورتيس)، والظروف الأخرى المنصوص عليها في الدستور، يلتقي الملك ويقابل قادة الأحزاب السياسية الممثلة في الكورتيس، ثم يتشاور مع رئيس المؤتمر (الذي، في هذا على سبيل المثال، يمثل كل منالتخفيضات العامة).
دستوريًا، يجوز للملك ترشيح أي شخص يراه مناسبًا لصلاحياته. ومع ذلك، يظل من العملي بالنسبة له أن يرشح الشخص الذي يحتمل أن يتمتع بثقة الكورتيس وتشكيل حكومة، وعادة ما يكون الزعيم السياسي الذي يتولى حزبه أكبر عدد من المقاعد في الكورتيس. يمكن اعتبار أن تسمية التاج للزعيم السياسي الذي يسيطر حزبه على الكورتيس بمثابة تأييد ملكي للعملية الديمقراطية، وهو مفهوم أساسي منصوص عليه في دستور عام 1978. حسب الأعراف السياسية، كان جميع مرشحي الملك من الأحزاب التي تشغل معظم المقاعد في الكورتيس. يستطيع الملك عادة الإعلان عن مرشحه في اليوم التالي للانتخابات العامة.

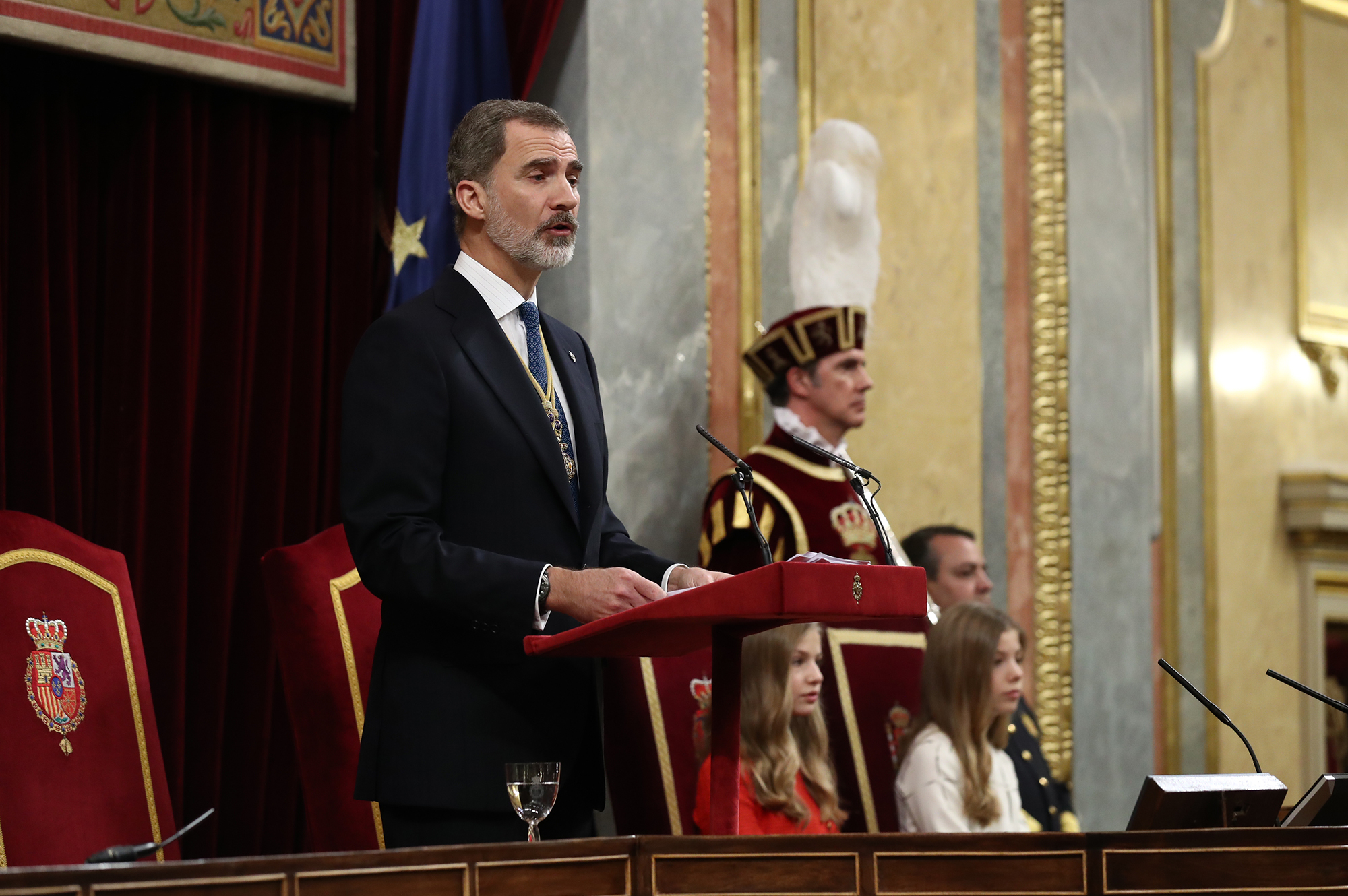
الملك فيليب السادس يخاطب البرلمان في الجلسة الافتتاحية للكورتيز العام الرابع عشر

يتم تقديم مرشح الملك أمام البرلمان من قبل رئيس البرلمان حيث تتم مناقشة المرشح وجدول أعماله السياسي وتقديمه للتصويت على الثقة (بالإسبانية: Cuestión de confianza) من قبل الكورتيس. أغلبية بسيطة تؤكد المرشح وبرنامجه. بعد أن يتم تأكيد المرشح من قبل رئيس مجلس النواب، يعينه الملك رئيسًا جديدًا للحكومة في حفل أقيم في قاعة الجمهور (بالإسبانية: Salón de Audiencias) في قصر لا زارزويلا، المقر الرسمي للملك. خلال حفل التنصيب، يؤدي رئيس الحكومة اليمين الدستورية على دستور مفتوح بجانب الكتاب المقدس. كان القسم الذي أدى به الرئيس ثاباتيرو في ولايته الثانية في 17 أبريل 2004:
ومع ذلك، إذا لم يتم الحصول على أغلبية شاملة في أول تصويت على الثقة، فسيتم إعادة تقديم نفس المرشح والبرنامج للتصويت الثاني في غضون ثماني وأربعين ساعة. بعد التصويت الثاني، إذا لم يتم الوصول إلى ثقة الكورتيس، يجتمع الملك مرة أخرى مع القادة السياسيين ورئيس البرلمان، ويقدم مرشحًا جديدًا للتصويت على الثقة. إذا لم يفز أي مرشح بثقة البرلمان في غضون شهرين، يحل الملك البرلمان ويدعو إلى انتخابات عامة جديدة. يتم التوقيع على المرسوم الملكي للملك من قبل رئيس مجلس النواب.
في الحياة السياسية في إسبانيا، كان الملك بالفعل على دراية بالعديد من القادة السياسيين بصفته المهنية، وربما بشكل أقل رسميًا في صفة اجتماعية أكثر، مما يسهل اجتماعهم بعد الانتخابات العامة. على العكس من ذلك، فإن ترشيح زعيم الحزب الذي يحافظ حزبه على التعددية والذي يكون على دراية ببيان الحزب يسهل عملية ترشيح أكثر سلاسة. في حالة الائتلافات، كان من المعتاد أن يجتمع القادة السياسيون مسبقًا للتوصل إلى اتفاقيات ائتلافية قبل اجتماعهم مع الملك. بمجرد تعيينه، يشكل رئيس الحكومة إدارة يعين الملك وزرائها بناءً على نصيحة الرئيس. لا يجوز لأي وزير أن يتولى منصبه إلا بعد أن يؤدي اليمين الدستورية بطاعة الدستور مع الولاء للملك.
في وقت مبكر من عام 1975، أعرب خوان كارلوس عن رأيه بأن دوره في حكومة «ديمقراطية متوجة» سيكون بالنسبة له تقديم المشورة وتوجيه «توجهات الإدارة في العمل»، ولكن يجب أن تأخذ الحكومة زمام المبادرة دون الحاجة إلى هو إشراك الملك دون داع في قراراتها. لذلك، امتنع خوان كارلوس عن رئاسة اجتماعات مجلس الوزراء إلا في المناسبات أو الظروف الخاصة. بشكل عام، يترأس الملك اجتماعات مجلس الوزراء مرة أو مرتين في السنة (بشكل أكثر انتظامًا إذا لزم الأمر) ليتم إبلاغه مباشرة من قبل الوزراء بالشواغل غير الحزبية الوطنية والدولية. ومع ذلك، يجتمع الملك أسبوعيًا مع رئيس الحكومة، عادةً صباح الثلاثاء. خلال فترة الركود الاقتصادي في أواخر العقد الأول من القرن الحادي والعشرين التي اجتاحت الأمة، استخدم الملك نفوذه بتكتم لتسهيل استجابة الحزبين للأزمة.
وتجلس الحكومات والبرلمان لمدة لا تزيد عن أربع سنوات عندما يقدم الرئيس استقالته إلى الملك وينصح الملك بحل الكورتيس، مما أدى إلى إجراء انتخابات عامة. ويبقى من صلاحيات الملك حل البرلمان إذا لم يطلب الرئيس حله في نهاية الأربع سنوات، وفقًا للمادة 56 من الباب الثاني. قد يدعو الرئيس إلى انتخابات مبكرة، ولكن ليس قبل عام من الانتخابات العامة السابقة. بالإضافة إلى ذلك، إذا فقدت الحكومة ثقة الكورتيس، فعليها الاستقالة. في حالة وفاة الرئيس أو إصابته بالعجز أثناء توليه منصبه، تستقيل الحكومة ككل وتتم عملية الترشيح والتعيين الملكي. وسيتولى نائب الرئيس العمليات اليومية في هذه الأثناء، حتى عندما يتم ترشيح نائب الرئيس نفسه من قبل الملك.

### الموافقة الملكية والقضاء وإصدار القوانين
يمنح الدستور المصادقة (الموافقة الملكية) وإصدار (نشر) القوانين مع الملك، بينما يحدد الباب الثالث (بالإسبانية: The Cortes Generals)، الفصل 2 صياغة مشاريع القوانين الطريقة التي يتم بها تمرير مشاريع القوانين. وفقًا للمادة 91، في غضون خمسة عشر يومًا من تمرير مشروع القانون من قبل البرلمان، يمنح الملك موافقته وينشر القانون الجديد. المادة 92 تمنح الملك الحق في الدعوة إلى استفتاء بناءً على مشورة الرئيس وتفويض سابق من الكونغرس.
لا يوجد نص في الدستور يمنح الملك القدرة على الاعتراض على التشريعات مباشرة ؛ ومع ذلك، لا يوجد حكم يحظر على الملك حجب الموافقة الملكية، وهو ما يمثل فعليًا حق النقض. عندما سألت وسائل الإعلام الملك خوان كارلوس عما إذا كان سيصادق على مشروع قانون 2005 الذي يشرع زواج المثليين (مما يعني أنه قد لا يوافق على القانون)، أجاب بالإسبانية "Soy el Rey de España y no el de Bélgica" وتعني («أنا ملك إسبانيا، ولست ملك بلجيكا») - في إشارة إلى الملك بودوان الأول ملك بلجيكا الذي رفض التوقيع على القانون البلجيكي الذي يشرع الإجهاض في بلجيكا.
وفقًا للباب السادس من الدستور، فإن العدالة في إسبانيا «تنبع من الشعب ويديرها نيابة عن الملك قضاة وقضاة صلح أعضاء في السلطة القضائية». يظل من الصلاحيات الملكية للملك تعيين الأعضاء العشرين في المجلس العام للسلطة القضائية لإسبانيا (المحكمة العليا الإسبانية)، ثم تعيين رئيس المحكمة العليا الذي يرشحه المجلس العام، وفقًا للمادة 122، القسم الفرعي 3، من الدستور. ومع ذلك، ووفقًا للاتفاقية، كانت ترشيحات الملك بناءً على مشورة الحكومة الحالية.
بالإضافة إلى ذلك، يعين الملك النائب العام للدولة بناءً على نصيحة الحكومة، وفقًا للمادة 124  يجوز للملك منح العفو وفقًا للقانون، ولكن لا يجوز للملك أن يأذن بالعفو العام عن وزراء الحكومة الذين ثبتت مسؤوليتهم جنائيًا أو مذنبين بالخيانة بموجب المادة الجنائية للمحكمة العليا، وفقًا للمادتين 62 و 102.

### الملك والدبلوماسية الدولية

أعضاء منظمة الدول الأيبيرية الأمريكية. الملك فيليب السادس يشغل منصب الرئيس.

يعتمد الملك دستوريًا السفراء الإسبان لدى الدول والحكومات الدولية، والممثلين الأجانب لدى إسبانيا معتمدين أمامه. ومع ذلك، فإن حكومة اليوم تدير السياسة الدبلوماسية نيابة عن الملك. بالإضافة إلى ذلك، تظل مسؤولية الملك التعبير عن موافقة الدولة على الالتزامات والمعاهدات الدولية، والتي يجب أن تتوافق مع الدستور الإسباني.
خلال فترة حكمه، اتبع خوان كارلوس سياسة خارجية خلال العقد الأول من ملكيته التي صاغها لقاء المصالحة، مما أدى إلى تحسن كبير في مكانة إسبانيا على المسرح العالمي. قام الملك بتسوية التوترات التاريخية طويلة الأمد مع هولندا وأقام علاقات مع فرنسا وألمانيا والتي أدت مباشرة إلى دخول إسبانيا إلى المجموعة الأوروبية وإلى الناتو. في أعقاب التوترات بين فرانكو والبابوية حول إصلاحات مجلس الفاتيكان الثاني، حسنت العلاقات الشخصية لخوان كارلوس مع الباباوات المتعاقبين العلاقات الدبلوماسية بشكل كبير بين الكرسي الرسولي وإسبانيا، ومباركة البابا بولس السادس لإصلاحات خوان كارلوس الديمقراطية. وفقًا للمؤرخ تشارلز باول، كان هدف الملك هو الفوز بقبول إسبانيا الكامل من قبل القوى الأوروبية الأخرى. حصل الملك، الذي وصف نفسه بأنه أوروبي، على جائزة شارلمان المرموقة في عام 1982 لعمله الدؤوب نحو الديمقراطية ودعم الوحدة الأوروبية. يمنح الدستور الملك مسؤولية خاصة في تعزيز العلاقات الإسبانية مع أفراد مجتمعها التاريخي، والدول التي كانت جزءًا سابقًا من الإمبراطورية الإسبانية وكذلك العلاقات مع البرتغال والبرازيل. وفاءً بهذه المسؤولية، يشغل ملك إسبانيا منصب رئيس منظمة الدول الأيبيرية الأمريكية الأعضاء الأربعة والعشرين. مع دعمه للديمقراطية، سعت عناصر مختلفة داخل المجتمع السياسي الأيبيري الأمريكي إلى الحصول على مشورة الملك حول كيفية الانتقال من الديكتاتورية إلى الديمقراطية. لجهوده، بحلول عام 2008، تم التصويت للملك باعتباره الزعيم الأكثر شعبية في كل الجالية الأيبيرية الأمريكية.
تساعد وزارة الخارجية الملك في بعثاته الدبلوماسية، ويتم توفير كبار المسؤولين في وزارة الخارجية للملك عندما يكون ممثلاً لإسبانيا في الخارج. تنسق العائلة المالكة مع وزارة الخارجية لضمان المشاركات الدبلوماسية الناجحة. بالإضافة إلى ذلك، قد يمثل أعضاء آخرون في العائلة المالكة، وعلى الأخص أمير أستورياس، الدولة الإسبانية دوليًا. على الرغم من أن الملكية الإسبانية مستقلة عن الحكومة، فمن المهم أن تتوافق الخطب الملكية مع السياسة الخارجية للحكومة لإبراز جهد دبلوماسي موحد. لتحقيق التوازن، يتشاور كتاب الخطابات في العائلة المالكة مع وزارة الخارجية للتأكد من أن الخطب الرسمية تضرب النغمة الدبلوماسية المرغوبة بين آراء الملك وسياسة الحكومة. عند الضرورة والمناسبة، قد يركز الملك وحكومته على جانبين مختلفين في المشاركة الدبلوماسية. قد يؤكد الملك على جانب واحد، مثل تعزيز الديمقراطية والعلاقات التاريخية. بينما تركز الحكومة على تفاصيل التخطيط الاستراتيجي والتنسيق الثنائي.
مثل الملك وأعضاء العائلة المالكة إسبانيا في أوروبا وأمريكا اللاتينية والولايات المتحدة وكندا ودول في الشرق الأوسط وشمال إفريقيا والصين واليابان والفلبين وأستراليا ونيوزيلندا والعديد من البلدان في أفريقيا جنوب الصحراء. وقد خاطب الملك وأمير أستورياس العديد من المنظمات الدولية التي تشمل الأمم المتحدة، ومؤسسات الاتحاد الأوروبي، ومجلس أوروبا، ومنظمة الدول الأمريكية، واليونسكو، ومنظمة العمل الدولية، وجامعة الدول العربية. منذ عام 2000، مثل فيليبي إسبانيا في نصف العلاقات الدبلوماسية.

### الملك قائداً عاماً

شعار القوات المسلحة الاسبانية

إن دور التاج في القوات المسلحة الإسبانية متجذر في التقاليد والوطنية كما يتضح من رموز وتاريخ الجيش. تم تأسيس دور العاهل الاسباني في التسلسل القيادي للقوات بدستور عام 1978، والقانون الوضعي الآخرين - أعمال البرلمان، المراسيم السلطانية الخ 
ومع ذلك، فإن الباب الرابع من الدستور يسند إدارة القوات المسلحة وصياغة سياسة الدفاع الوطني إلى رئيس الحكومة، وهو موظف مدني يرشحه الملك ويعينه، ويصادق عليه مجلس النواب المنتخب، وعلى هذا النحو هو ممثل الشعب الاسباني.
المرسوم الملكي 1310 بتاريخ 5 أكتوبر 2007   يتطلب من مجلس الدفاع الوطني تقديم تقرير إلى الملك، وأن يتولى الملك رئاسة المجلس عندما يحضر جلساته. مجلس الدفاع الوطني هو أعلى هيئة استشارية في إسبانيا في مجال الأمن والدفاع ويؤدي نفس الوظيفة الأساسية مثل مجلس الأمن القومي الأمريكي. ترأس الملك خوان كارلوس أول اجتماع كامل للمجلس في 10 نوفمبر 2007، حيث تمت مراجعة توجيه الدفاع الوطني المقترح حديثًا جنبًا إلى جنب مع مهام الحرب الجارية في أفغانستان وكوسوفو والبوسنة ولبنان.

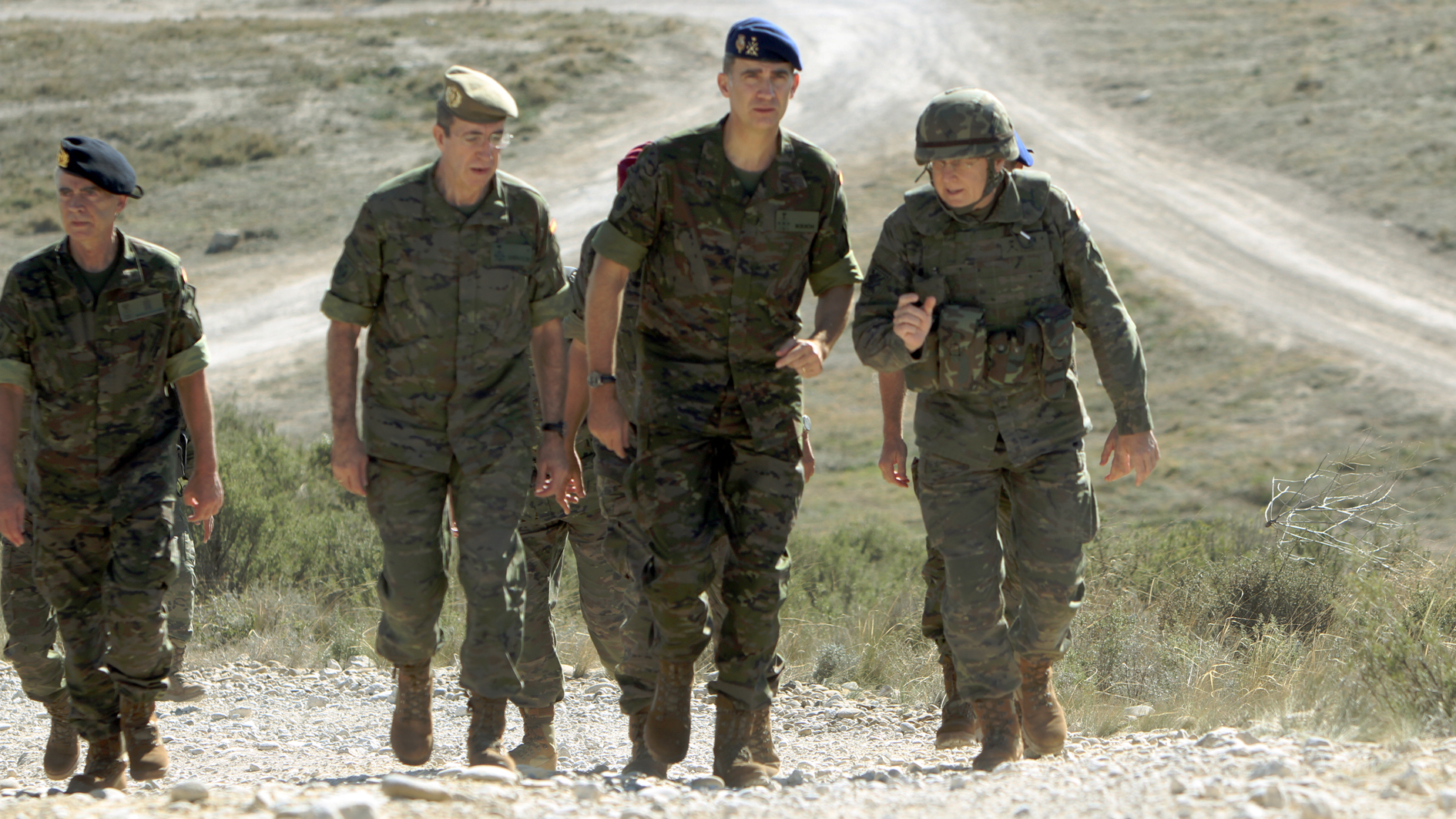
الملك فيليب السادس يحضر مناورة لحلف شمال الأطلسي في سرقسطة، 2015

بصفته القائد العام للقوات المسلحة، يشغل الملك أعلى منصب في سلسلة القيادة العسكرية. وتشمل رتب الملك النقيب العام للجيش والبحرية والقوات الجوية.  الملك هو الضابط الوحيد في الجيش الذي يحمل رتبة جنرال من فئة الخمس نجوم. يهتم الملك بشدة بكل جوانب السياسة العسكرية كما يتضح من «مشاركته المباشرة في حياة القوات المسلحة الإسبانية».  تنبع مشاركة الملك في الحياة العسكرية الإسبانية من واجبه الدستوري في «التحكيم والاعتدال» في العمل المعتاد لمؤسسات الدولة. تعتبر الخدمة في القوات المسلحة بمثابة توقع لولي العهد، خدم خوان كارلوس وفيليبي السادس في مختلف فروع القوات المسلحة قبل أن يصبحا ملوكًا. لقد أوضح الملك رغبته في إقامة علاقة قوية مع القوات المسلحة في خطبه أمام ضباطه:

## الملكية المعاصرة

### الشعبية والنقد
قبل الأزمة المالية الإسبانية من عام 2008، كان النظام الملكي يتمتع تقليديًا بدعم وشعبية واسعة من قبل المواطنين الإسبان منذ ترميمه الدستوري في عام 1978، وفقًا لفرناندو فيليسبين،  رئيس مركز البحوث الاجتماعية (بالإسبانية: Centro de Investigaciones Sociológicas) في عام 2008. وفقًا لفيلسبين، فإن نسبة التأييد التقليدية للملك التي تجاوزت 70٪ عبر السنين تفوقت باستمرار على أداء القادة السياسيين المنتخبين، مع وجود نسبة مماثلة من المستجيبين الذين اعتبروا أن الملك لعب دورًا مهمًا في الحفاظ على الديمقراطية الإسبانية. واستطرد فيليسبين قائلاً إن ثقة الجمهور في ملكية خوان كارلوس «تأتي فقط وراء ثقة أمين المظالم الوطني». تم التصويت على أفراد العائلة المالكة بشكل روتيني بين الشخصيات العامة الأكثر احترامًا في إسبانيا،  وفي عام 2010 صنف ما يصل إلى 75٪ من المواطنين الإسبان النظام الملكي على أنه «فوق أي مؤسسة عامة أخرى في البلاد»، وفقًا للدكتور خوان دييز نيكولاس، الرئيس السابق لرابطة الدول المستقلة ومؤسس شركة الاستشارات الخاصة بالتحليل الاقتصادي والسياسي الاجتماعي (بالإسبانية: Análisis Sociológicos Económicos y Políticos). تقوم رابطة الدول المستقلة، وهي مؤسسة بحثية مستقلة غير حزبية تمولها الحكومة، بإجراء أبحاث حول الرأي العام للنظام الملكي منذ عام 1984 وتتبع ثلاثة محاور أساسية للتحقيق ؛ ما هي ثقة الجمهور في الملكية، ما هو دور الملكية في النظام الديمقراطي، وإلى أي مدى ساهم الملك في العملية الديمقراطية. 
اعتُبر الملك بشكل روتيني أحد أكثر عشر شخصيات شعبية في إسبانيا،  حيث يعتقد ما يصل إلى 80٪ من الإسبان أن انتقال إسبانيا إلى الديمقراطية لم يكن ليتحقق لولا التدخل الشخصي للملك. قال المؤرخ وكاتب السيرة الملكية تشارلز باول لبي بي سي نيوز في عام 2008: «هناك شعور عميق الجذور بالامتنان لدور الملك في الانتقال إلى الديمقراطية [و] تظهر استطلاعات الرأي أنه الشخص الذي تُنسب إليه الديمقراطية بشكل وثيق، وأن يتخطى الشعور بالامتنان الخطوط الطبقية والأيديولوجية».
قبل الأزمة الاقتصادية، قد يكمن جزء من جاذبية النظام الملكي في السمات الشخصية لخوان كارلوس، الذي تم الكشف عن فلسفته حول عائلته والنزاهة الشخصية وأخلاقيات العمل غير الأنانية في رسائل خاصة حميمة من النصائح الأبوية لابنه فيليب. أمير أستورياس، بين عامي 1984 و 1985، عندما كان فيليبي يدرس في الجامعة في كندا. وفقًا لخوان كارلوس، يجب على الملك ألا يأخذ منصبه كأمر مسلم به، بل يجب أن يعمل من أجل رفاهية الشعب، ويكون لطيفًا ويقظًا ومفيدًا، و «يبدو متحركًا حتى عندما تكون متعبًا ؛ لطيفًا حتى عندما لا تشعر بذلك ؛ منتبه حتى عندما لا تكون مهتمًا ؛ مفيد حتى عندما يتطلب الأمر جهدًا [. . . ] أنت بحاجة إلى الظهور بشكل طبيعي ولكن ليس مبتذلاً مثقف ومدرك للمشاكل، لكن ليس متحذلقًا أو مغرورًا».
تابع خوان كارلوس.
ذكر الملك في رسالة واحدة لابنه: «كان علي أن أتحمل الازدراء والازدراء وعدم الفهم والمضايقات التي لم تعرفوها يا الحمد لله». تظل الرسائل الخاصة من الأب إلى الابن داخل الأسرة المالكة، ولكن تم نسخها ونشرها في المجال العام دون أي موافقة أو معرفة مسبقة، وفقًا لمسؤول في قصر زارزويلا أكد صحة الرسالة.
ومع ذلك، أصبح النظام الملكي محط انتقاد حاد من جانب اليسار واليمين من الطيف السياسي الإسباني، ومن قبل الانفصاليين الإقليميين. يشعر ما يصل إلى 22 ٪ من المواطنين الإسبان أن الجمهورية ستكون أفضل شكل للحكومة لإسبانيا، في حين أن الانفصاليين وأنصار الاستقلال في إقليم الباسك وكاتالونيا يحتجون بشكل روتيني على الملكية باعتبارها الرمز الحي لإسبانيا الموحدة . ينتقد جزء من اليسار النظام الملكي باعتباره عفا عليه الزمن، بينما ينتقد اليمين المتطرف الملك خوان كارلوس شخصيًا لأنه أعطى موافقته الملكية وموافقته الضمنية على ما يرون أنه أجندة ليبرالية في إسبانيا وعلمانية للحياة الإسبانية.
خضعت الملكية لانتقادات حادة خلال الأزمة المالية، ولا سيما عام 2012 الذي أصبح نوعًا من «عام كارثي» للملكية،  حيث أصبح يُنظر إلى أفراد العائلة المالكة بشكل متزايد على أنهم خارج نطاق التيار الإسباني السائد أو وقعت في فضيحة. تعرضت الملكة صوفيا لانتقادات في عام 2008 بسبب إفصاحها عن آرائها الخاصة حول زواج المثليين في سيرة ذاتية نُشرت للجمهور في ذلك العام. في عام 2011، اتُهم صهر الملك إيناكي أوردانغارين، دوق بالما دي مايوركا، بغسل الأموال وسوء التصرف لاستخدام علاقته بالعائلة المالكة لتحقيق مكاسب مالية شخصية. في أبريل 2012، أطلق فريلان حفيد الملك، البالغ من العمر 13 عامًا، النار على قدمه أثناء التدريب على التصويب في منزل والده، مرددًا حادث إطلاق نار مماثل ولكنه أكثر خطورة تورط فيه الملك في عام 1956. وفقًا للمؤرخين، كان خوان كارلوس، البالغ من العمر 18 عامًا، يقوم بتنظيف مسدس عندما أطلق النار بطريق الخطأ على شقيقه ألفونسو البالغ من العمر 14 عامًا. في عام 2012 أيضًا، كان يُنظر إلى النظام الملكي على أنه بعيد عن الواقع خلال الأزمة المالية حيث ذهب الملك في رحلة سفاري للصيد في بوتسوانا بينما عانى المواطنون الإسبان من البطالة المعوقة وإجراءات التقشف في المنزل. علاوة على ذلك، تم تصوير الملك وهو يرتدي سترة صيد وبندقية فوق فيل ميت مسنداً على شجرة. على الرغم من معرفة الجمهور باهتمام الملك بالصيد،  تناقضت الصورة هذه المرة بشكل حاد مع رعايته للفرع الإسباني لمجموعة الحفاظ على الحياة البرية والصندوق العالمي للطبيعة (بالإنجليزية: World Wildlife Fund). على الرغم من أن صيد الأفيال يعتبر قانونيًا في محمية اللعبة في بوتسوانا، فإن الصندوق العالمي للحياة البرية يدرج الأفيال على أنها من الأنواع المهددة بالانقراض، وقد أدى الاحتجاج العام إلى قيام الصندوق العالمي للطبيعة بتجريد الملك من رعايته الفخرية في يوليو 2012. مع الانفصال الملحوظ، انخفض الدعم العام للنظام الملكي إلى مستوى منخفض جديد بنسبة 49 ٪ فقط، وفقًا لمسح ميتروسكوبيا في ديسمبر 2011.
اتخذ الملك إجراءات للتوفيق بين ثقة الجمهور في النظام الملكي. في أعقاب الفضيحة التي أحاطت بدوق بالما دي مايوركا، تحدث الملك في خطابه الوطني عشية عيد الميلاد عام 2011 أن لا أحد فوق القانون. بالإضافة إلى ذلك، تناول الملك النقد الدائم للنظام الملكي من خلال نشر الميزانية التي تُنفق على النظام الملكي والأسرة الملكية. في عام 2012، تطوع ملك وأمير أستورياس بخفض رواتب إضافي بنسبة 7٪ تضامنًا مع المسؤولين الحكوميين، وبذلك يصل دخل الملك الخاضع للضريبة لعام 2012 إلى حوالي 270 ألف يورو، ودخل الأمير عند 131 ألف يورو. من الأحداث التي أحاطت برحلة السفاري، أصدر الملك المنسحق اعتذارًا نادرًا وقال «أنا آسف جدًا. لقد ارتكبت خطأ. لن يحدث ذلك مرة أخرى.»  علاوة على ذلك، كثف الملك وأمير أستورياس من ارتباطاتهما العامة، ولا سيما تلك ذات الطابع التجاري، في محاولة للترويج لـ «العلامة التجارية الإسبانية»، كما قال الملك عندما أجاب على الأسئلة المكتوبة. شعار الملك للأعمال الإسبانية ؛ «تصدير، تصدير، تصدير!»  احتشد كبار رجال الأعمال الإسبان لقضية الملك. قال سيزار أليرتا، رئيس شركة تليفونيكا الإسبانية العملاقة للاتصالات: «من وجهة نظر الشركة، [الملك خوان كارلوس] هو السفير رقم 1 لإسبانيا». يُنسب للملك أيضًا دور الوساطة في صفقة بقيمة 9.9 دولار مليار دولار لكونسورتيوم إسباني في المملكة العربية السعودية لبناء خط سكة حديد عالي السرعة من خلال الاستفادة من علاقته الشخصية مع العاهل السعودي الملك عبد الله والتغلب على محاولة فرنسية. وبحسب وزير الخارجية الإسباني السابق ميغيل أنجيل موراتينوس، «لولا الملك، ما كان لهذا العقد أن يمضي قدما». تم تسليط الضوء على دور الملك كـ «دبلوماسي أعمال وصانع صفقات» لمصلحة بلاده خلال فضيحة السفاري، حيث تم دفع تكاليف رحلة السفاري من قبل محمد إياد كيالي، قطب البناء السوري والصديق القديم للملك. عمل الاثنان سويًا على الصفقة التي منحت مشروع قطار الحرمين السريع إلى الكونسورتيوم الإسباني. بالنسبة لمؤيدي النظام الملكي، يعتبر الملك «مصدرًا لا يمكن الاستغناء عنه» وله علاقات منقطعة النظير مع قادة العالم الآخرين. ينسب المراقبون للملك دوره في تخفيف التوترات بين حكومة خوسيه زاباتيرو الإسبانية السابقة وإدارة جورج دبليو بوش، بينما يساعد أيضًا في حل النزاعات في أمريكا اللاتينية.
كشفت استطلاعات الرأي التي نُشرت في أبريل 2012 أن الجمهور الإسباني عموماً سامح الملك بشأن الفضائح الأخيرة، لكنه كان يرغب في مزيد من الشفافية في النظام الملكي. ومع ذلك، تزايدت الانتقادات بشكل متزايد تجاه العديد من كبار أعضاء العائلة المالكة حيث استمرت التحقيقات في السيطرة على عناوين الأخبار طوال عام 2013. في محاولة للحفاظ على الاستقرار الدستوري الإسباني، تخلى خوان كارلوس الأول عن العرش في 19 يونيو 2014، لصالح ابنه الشهير، الذي يحكم الآن باسم الملك فيليب السادس.
في وقت تنازله عن العرش، وجد لا رازون أن أكثر من 77 في المائة من المشاركين صنفوا قيادة الملك خوان كارلوس بأنها «جيدة» أو «جيدة جدًا». اعتقد 72 في المائة أن الملكية كانت عاملاً مهمًا للاستقرار السياسي. كما أعطى الجمهور الإسباني رأيًا إيجابيًا على نطاق واسع، ليس فقط بشأن التنازل عن العرش بل عن حكمه ككل. وفقًا لاستطلاع أجرته إل موندو، يعتقد أن فترة حكم الملك إما جيدة أو جيدة جدًا، بزيادة من 41.3 في المائة. بشكل عام، دعم 55.7 في المائة من الذين شملهم الاستطلاع في الفترة من 3 إلى 5 يونيو من قبل سيجما دوس مؤسسة الملكية في إسبانيا، بزيادة من 49.9 في المائة عندما طُرح نفس السؤال قبل ستة أشهر. يعتقد 57.5 في المائة أن فيليب السادس يمكن أن يعيد هيبة العائلة المالكة المفقودة. تعتقد الغالبية العظمى من الإسبان أن فيليبي السادس سيصبح ملكًا جيدًا ويعتقد أكثر من ثلاثة أرباعهم أن خوان كارلوس كان محقًا في تسليم العرش لابنه.
ومع ذلك، في السنوات الأخيرة، أصبح الرأي العام حول شكل تنظيم رئيس الدولة منقسمًا بشكل متزايد، حيث أكدت استطلاعات الرأي وجود علاقة فنية بين الملكيين والجمهوريين منذ عام 2018.

### الرعاية الخيرية والثقافية والدينية
غالبًا ما تتم دعوة أعضاء العائلة المالكة من قبل المنظمات الخيرية أو الثقافية أو الدينية غير الهادفة للربح داخل إسبانيا أو دوليًا ليصبحوا رعاة لهم، وهو دور يعترف به الدستور الإسباني. تعكس الرعاية الملكية إحساسًا بالمصداقية الرسمية حيث يتم فحص المنظمة للتأكد من ملاءمتها. غالبًا ما يرفع الوجود الملكي بشكل كبير من صورة المنظمة ويجذب الاهتمام العام والتغطية الإعلامية التي قد لا تحصل عليها المنظمة بطريقة أخرى، مما يساعد في القضية الخيرية أو الحدث الثقافي. العائلة المالكة استخدامها كبير من المشاهير لمساعدة المنظمة على الأموال زيادة أو المساس أو تعزيز سياسة الحكومة.
يتابع أفراد العائلة المالكة أيضًا القضايا الخيرية والثقافية التي تهمهم بشكل خاص. كأمير، ترأس الملك فيليب مؤسسة أمير أستورياس (بالإسبانية: Fundación Príncipe de Asturias)، التي تهدف إلى تعزيز «القيم العلمية والثقافية والإنسانية التي تشكل جزءًا من التراث العالمي للبشرية». تقيم مؤسسة أمير أستورياس احتفالات سنوية لتوزيع الجوائز تقديراً لمساهمات الأفراد والكيانات والمنظمات التي تحقق إنجازات ملحوظة في العلوم أو العلوم الإنسانية أو الشؤون العامة. يشغل فيليب منصب رئيس مؤسسة كودسبا، التي تمول أنشطة تنمية اقتصادية واجتماعية محددة في أمريكا الأيبيرية ودول أخرى، ويشغل منصب رئيس الفرع الإسباني لجمعية الصحفيين الأوروبيين، التي تتكون من متخصصين بارزين في مجال الاتصالات. يشغل فيليبي أيضًا منصب الرئيس الفخري للاحتفالات الوطنية لتوزيع الجوائز التابعة لوزارة الثقافة.
تخصص الملكة صوفيا الكثير من وقتها لمؤسسة الملكة صوفيا (بالإسبانية:Fundación Reina Sofía). تهدف المنظمة غير الربحية، التي تأسست عام 1977 من الصناديق الخاصة للملكة، إلى مساعدة وتعزيز وتطوير الاحتياجات الروحية والمادية للرجال والنساء من خلفيات متنوعة، مع التركيز بشكل خاص على التقدم والرفاهية والعدالة. إنفانتا إيلينا، دوقة لوغو، الابنة الكبرى للملك، هي مديرة المشاريع الثقافية والاجتماعية لمؤسسة مابفري،  بينما عملت إنفانتا كريستينا، دوقة بالما دي مايوركا، الابنة الصغرى للملك، كسفير للنوايا الحسنة لدى الولايات المتحدة الأمم في الجمعية العالمية الثانية للشيخوخة، وعضو في مجلس أمناء مؤسسة دالي، ورئيس المؤسسة الدولية للإبحار المعوقين، ومدير الرعاية الاجتماعية في مؤسسة لا كايكسا في برشلونة حيث تعيش مع عائلتها.
الملك والملكة وإنفانتا كريستينا جميعهم أعضاء في مجموعة بيلدربيرغ، وهي مؤسسة فكرية غير رسمية تركز على العلاقات بين الولايات المتحدة وأوروبا، وقضايا عالمية أخرى.
بنى الملك خوان كارلوس تقليدًا لتقديم الخطب الوطنية السنوية عشية عيد الميلاد بعنوان "Mensaje de SM Juan Carlos I" ويعني «رسالة من جلالة الملك خوان كارلوس الأول» وهي عبارة عن رسائل شخصية من نفسه كملك للأمة يتم بثها عبر الإذاعة والتلفزيون من خلال وسائل الإعلام المختلفة. عادة ما أشار الملك خوان كارلوس إلى التحديات الاجتماعية أو الاقتصادية التي تواجه الأمة بالإضافة إلى الرسائل الإيجابية للعمل الخيري وحسن النية والإيمان الديني. في عام 2004، كان الخطاب مرتبطًا بشكل كبير بتفجيرات قطارات مدريد عام 2004 ؛ في عام 2006 تحدث عن الحاجة إلى أن تصبح أمة موحدة ضد الإرهاب (في دعم ضمني لسياسات ثاباتيرو لمكافحة الإرهاب)، وذكر القوة المتزايدة للمهاجرين في إسبانيا ويقدر مساهمتهم في الاقتصاد.

## بيت الملك

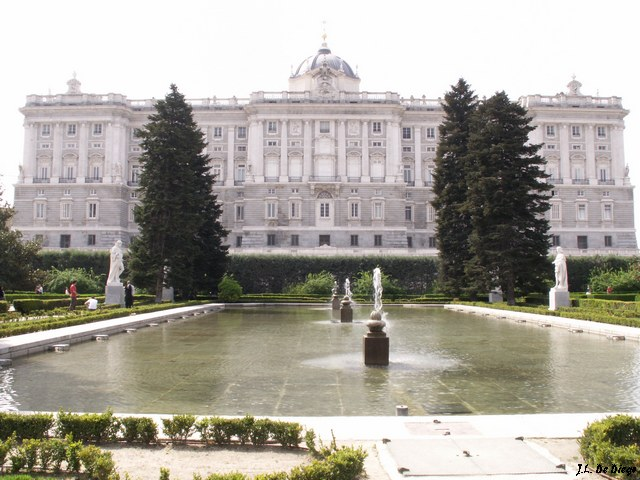
القصر الملكي بمدريد

بيت الأسرة المالكة، دستوريًا (بالإسبانية: La Casa de Su Majestad el Rey)،  حيث تدعم وتسهل الملك وأعضاء العائلة المالكة في الوفاء بمسؤولياتهم والتزاماتهم الموروثة دستوريًا. يتم تمويل الأسرة المالكة من خلال الميزانيات السنوية التي تضعها الحكومة في ذلك اليوم بالتشاور مع الملك، وتُعرض على الكورتيس للموافقة عليها، ثم تُدفع مباشرة إلى الملك. تنسق الأسرة المالكة مع مختلف وزارات الإدارة الحكومية، وتتلقى المشورة والدعم عند الحاجة، على الرغم من أن الأسرة المالكة لا تشكل بأي حال جزءًا من الإدارة الحكومية. يخدم موظفو الأسرة الملكية بإرضاء الملك، ولا يستقيلوا عندما تستقيل الحكومة الإسبانية خلال الدورات الانتخابية. يتم إدارة الأسرة المالكة من قبل رب الأسرة الذي يتفقد ويشرف على جميع العمليات المنزلية من خلال مكاتب أو مكاتب الأمانة العامة المختلفة. يساعد رب الأسرة أمين عام. تنقسم الأمانة العامة إلى إدارات مختلفة تشمل سكرتارية (مكتب) الملك خوان كارلوس (منذ 2014)؛ التخطيط والتنسيق؛ أمانة (مكتب) جلالة الملكة ؛ خدمات الأمن الاتصالات؛ بروتوكول؛ والإدارة والبنية التحتية والخدمات. قبل تنازل والده عن العرش، كان لفيليبي السادس سكرتيرته الخاصة كأمير لأستورياس.
ويمثل القوات المسلحة الإسبانية رئيس الغرفة العسكرية الذي لا يقدم المشورة للملك في مسائل الدفاع الوطني، وهي حقيبة وزير الدفاع ورئيس الحكومة لتقديم المشورة للملك. وبدلاً من ذلك، ينسق رئيس الغرفة العسكرية العمليات والاحتفالات العسكرية الملكية، ويهيئ العائلة المالكة لأي نشاط عسكري. يتم توجيه الغرفة العسكرية من قبل قائد يجب أن يكون ملازمًا عامًا أو جنرالًا في الجيش الإسباني، ويخضع لأوامر مباشرة من الملك. يحتفظ القائد بمكتب به مستشار قانوني عسكري ومدقق حسابات ورؤساء أقسام للموظفين والبروتوكول والعمليات واللوجستيات. يتم تعيين مساعدين شخصيين للملك لمساعدته، وبالتالي إلى زوجته الملكة والأميرة صوفيا. يتم اختيار مساعدي المعسكر من جميع الخدمات، من الجيش، ومن البحرية، ومن القوات الجوية، ومن الحرس المدني. يحق لأميرة أستورياس، في المستقبل، أن تحصل على مساعدين شخصيين، من الجيش والبحرية والقوات الجوية.
يعتبر رب الأسرة والأمين العام ورئيس الغرفة العسكرية من موظفي الإدارة العليا ويتم تعويضهم على مستوى كبار مسؤولي الإدارة الحكومية. في عام 2004، كانت الأسرة المالكة توظف 100 موظف.
يدير قسم العلاقات العامة في الأسرة المالكة موقعًا رسميًا على شبكة الإنترنت ويحتفظ به نيابة عن العائلة المالكة المعروفة باسم "Casa de SM El Rey". يسرد الموقع معلومات عن السيرة الذاتية لأفراد العائلة المالكة المباشرين، ويرسم الرسوم البيانية لأنشطتهم، ويسجل الخطب التي ألقاها في الأحداث، وينشر مذكراتهم المتوقعة للأحداث القادمة، من بين معلومات أخرى. بالإضافة إلى ذلك، تنشر إدارة العلاقات العامة يوميات الملك الخاصة باجتماعاته الخاصة ومحاضر الاجتماعات، بشرط موافقة الطرف الآخر.

### المساكن والمواقع الملكية
يترأس الملك والملكة العديد من المناسبات الرسمية في قصر أورينتي في مدريد. ومع ذلك، يقيم الملك فيليب والملكة ليتيزيا وعائلتهما في بافليون، وهو منزل متواضع يقع في ملكية إل باردو، بالقرب من منزل والديه في لا زارزويلا. أمضى الملك خوان كارلوس والملكة صوفيا معظم وقتهما في قصر لا زارزويلا، وهو نزل صيد سابق في عزبة إل باردو في ضواحي مدريد. كان قصر إل باردو نفسه بمثابة «بيت ضيافة» لرؤساء الدول الزائرين منذ الثمانينيات.
يشكل قصر أورينتي وقصور ملكية إل باردو جزءًا من «المواقع الملكية الإسبانية»، وهو مصطلح جماعي يستخدم للإشارة إلى مجموعة القصور والأديرة والأديرة التي بنيت تحت رعاية ملكية عبر التاريخ. المواقع الملكية مملوكة للدولة ويديرها باتريمونيو ناسيونال (التراث الوطني) نيابة عن الحكومة في ذلك الوقت، ويتم إتاحتها للملك كرئيس للدولة. عندما لا يكون أحد أفراد العائلة المالكة مقيمًا، يتم إتاحة الموقع الملكي للزيارات العامة. تنسق الأسرة المالكة مباشرة مع مجلس التراث الوطني والوزارات الحكومية ذات الصلة أو المصالح الأخرى في تخطيطها وتنظيمها لأحداث الدولة، وغالبًا ما توفر المواقع الملكية المكان.
بدأ خوان كارلوس تقليد اصطحاب أسرته في إجازات سنوية إلى جزيرة بالما دي مايوركا، حيث أقام في قصر ماريفينت هناك منذ الستينيات. تم تقديم خوان كارلوس، المعروف باسم رجل اليخوت، مع يخت من جزر البليار وكونسورتيوم من قادة الأعمال المحليين في عام 2001 كجزء من جهد لزيادة ربط العائلة المالكة بالجزر، وللترويج للجزر كسائح وجهة. اليخت، المعروف باسم فورتونا، مملوك أيضًا من قبل الدولة ويديره باتريمونيو ناسيونال.

### الميزانية السنوية والضرائب
بموجب الدستور، يحق للملك الحصول على تعويض من ميزانية الدولة السنوية لإعالة أسرته وإدارة أسرته، ويوزع هذه الأموال بحرية وفقًا للقوانين. ووفقًا للعائلة المالكة، «فإن الغرض من هذه الموارد هو ضمان أن يؤدي رئيس الدولة مهامه باستقلالية متأصلة في وظائفه الدستورية، وكذلك بالفعالية والكرامة الواجبين». تدفع الميزانية السنوية مكافآت موظفي الإدارة العليا، وموظفي الإدارة وموظفي الخدمة المدنية المهنية، والوظائف الثانوية الأخرى، ومصروفات المكتب العامة. يجب أن تكون رواتب رب الأسرة والأمين العام وموظفي الإدارة الأخرى مماثلة لوزراء الإدارة الآخرين داخل الحكومة، على الرغم من أنهم لا يشكلون بأي حال جزءًا من الحكومة أو الإدارة. على هذا النحو، فإن خبرة موظفي الإدارة تزيد أو تنقص أو تتجمد في رواتبهم وفقًا لتقلبات رواتب الوزراء الحكوميين. بالإضافة إلى ذلك، تدفع الميزانية السنوية نفقات ونفقات كبار أعضاء العائلة المالكة الذين يتولون مهام ملكية ؛ والتي تشمل حصص البقالة والملابس وأدوات النظافة. كانت الميزانية التي وافق عليها الكورتيس لعام 2010 أقل بقليل من 7.4 مليون يورو، وهي ميزانية أكبر بقليل من تلك التي أنفقت على ملكية لوكسمبورغ . في عام 2011، تناول الملك النقد الدائم للنظام الملكي ؛ يتعلق بكيفية إنفاق الميزانية السنوية الممنوحة للنظام الملكي والأسرة المالكة. كشف التقرير أن 9.6٪ فقط من 8.4 مليون يورو تم تخصيصها في ميزانية ذلك العام للنظام الملكي يتم دفعها لأفراد العائلة المالكة كـ «رواتب ومهام تمثيلية»، مع تمييز الفرق لمصروفات تشغيل الأسرة المالكة مثل رواتب موظفي الأسرة، وأقساط التأمين المختلفة والمطلوبات، والخدمات، و «الإضافات» مثل مثل النفقات العامة. في عام 2012، تطوع النظام الملكي بخفض رواتب إضافي بنسبة 7٪ تضامنًا مع المسؤولين الحكوميين.
لا تشمل الميزانية السنوية صيانة وصيانة المواقع الملكية الإسبانية، المملوكة للدولة والمتاحة للملك بصفته رئيس الدولة، ولكن يديرها باتريمونيو ناسيونال نيابة عن الحكومة الحالية. المواقع الملكية الإسبانية مفتوحة للجمهور عندما لا يكون أفراد العائلة المالكة مقيمين. تشمل الصيانة والصيانة الحراسة الأرضية والموظفين المحليين والمطاعم. تدار الميزانية من خلال إجراءات محاسبية مهنية للإدارة العامة، ويتم تدقيقها من قبل مراجعي الحسابات الحكوميين. يخضع جميع أفراد العائلة المالكة للضرائب ويقدمون سنويًا إقرارات ضريبة الدخل وضريبة الثروة وتنفيذ المدفوعات ذات الصلة.

### فهرس
- Hooper, John (2006). The New Spaniards. London, New York: Penguin Books. ISBN:978-0-14-101609-2.
- Powell, Charles (1996). Juan Carlos of Spain; Self Made Monarch. London: Macmillan Press Ltd. ISBN:0-333-54726-8.
- Preston, Paul (2004). Juan Carlos; Steering Spain from Dictatorship to Democracy. New York, London: W.W. Norton and Company. ISBN:0-393-05804-2.

### مواقع الحكومة الإسبانية
- الأسرة الملكية لجلالة الملك.
- مركز البحوث الاجتماعية.
- الموقع الرسمي للتراث الوطني.

### مقالات إخبارية
- بي بي سي نيوز.
- Expatica.com.
- أخبار الوحوش والنقاد.
- أخبار Notiemail.
- تلغراف.